# إبراهيم ديوتش
إبراهيم ديوتش هو حاخام وفيلسوف وسياسي إسرائيلي، ولد في 1889 في الإمبراطورية النمساوية المجرية، وتوفي في 25 مايو 1953 في إسرائيل. نشط حزبياً في أغودات يسرائيل. وقد انتخب عضو الكنيست ‏ (20 أغسطس 1951 – 24 يونيو 1953).